# The Healing Game
The Healing Game es el vigésimo sexto álbum de estudio del músico norirlandés Van Morrison, publicado por la compañía discográfica Polydor Records en marzo de 1997. La portada muestra una fotografía de perfil de Morrison junto a un Haji Ahkba que le respalda a modo de guardaespaldas. En junio de 2008, Polydor reeditó The Healing Game con «At the End of the Day», cara B del sencillo «Rough God Goes Riding», como tema extra.

## Canciones
La canción que da título al álbum, «The Healing Game», trata acerca de la tradición musical callejera de Belfast. En una entrevista para la revista Q, el músico dijo: «La gente encuentra increíble que les diga que la gente solía tocar y cantar en la calle. Creo que hay una tradición oral que ha desaparecido por completo». La canción «Rough God Goes Riding» cita el poema de W. B. Yeats «The Second Coming», en el que figura la «terrible bestia» del Apocalipsis. En «Waiting Game», Van actúa como «el hermano de la serpiente», en una referencia, según Brian Hinton, a su amigo Jim Morrison, también conocido como «El Rey Lagarto». En «Burning Ground», Morrison revela escenas comunes de su infancia cuando enviaban yute de la India a Belfast.

## Recepción
El crítico Greil Marcus quedó favorablemente impresionado con The Healing Game y escribió: «Morrison domina cada canción en The Healing Game, pero la palabra canción parece menguar aquí. Al igual que el rudo Dios sobre el que canta, Morrison está a horcajadas en cada incidente de la música, en cada pausa en una gran historia, pero a menudo los momenos más reveladores —los momentos que revelan la forma del mundo, un punto de vista, un argumento acerca de la vida— están en los márgenes».

## Lista de canciones
| N.º | Título                       | Duración |  |
| 1.  | «Rough God Goes Riding»      | 6:19     |  |
| 2.  | «Fire in the Belly»          | 6:34     |  |
| 3.  | «This Weight»                | 4:37     |  |
| 4.  | «Waiting Game»               | 5:56     |  |
| 5.  | «Piper at the Gates of Dawn» | 3:53     |  |
| 6.  | «Burning Ground»             | 5:38     |  |
| 7.  | «It Once Was My Life»        | 5:10     |  |
| 8.  | «Sometimes We Cry»           | 5:14     |  |
| 9.  | «If You Love Me»             | 5:01     |  |
| 10. | «The Healing Game»           | 5:16     |  |

| Temas extra (reedición de 2008) |                         |          |  |
| N.º                             | Título                  | Duración |  |
| 11.                             | «At the End of the Day» | 4:32     |  |

## Personal
- Van Morrison: guitarra acústica, armónica y voz.
- Haji Ahkba: fliscorno
- Robin Aspland: piano
- Phil Coulter: piano
- Alec Dankworth: contrabajo
- Geoff Dunn: batería y percusión
- Pee Wee Ellis: saxofón soprano, barítono y coros.
- Georgie Fame: órgano Hammond y coros.
- Leo Green: saxofón tenor y coros.
- Matt Holland: trompeta y coros.
- Ronnie Johnson: guitarra eléctrica
- Brian Kennedy: coros
- Katie Kissoon: coros
- Paddy Moloney: gaita irlandesa
- Peter O'Hanlon: dobro
- Ralph Salmins: percusión
- Nicky Scott: bajo

## Posición en listas
| País           | Lista                    | Posición |
| -------------- | ------------------------ | -------- |
| Alemania       | Media Control Charts     | 28       |
| Australia      | ARIA Albums Chart        | 17       |
| Estados Unidos | Billboard 200            | 32       |
| Noruega        | Norwegian Albums Chart   | 8        |
| Nueva Zelanda  | New Zealand Music Charts | 6        |
| Países Bajos   | Mega Albums Top 100      | 29       |
| Reino Unido    | UK Albums Chart          | 10       |
| Suecia         | Swedish Albums Chart     | 13       |

| Sencillo           | País        | Lista            | Posición |
| ------------------ | ----------- | ---------------- | -------- |
| «The Healing Game» | Reino Unido | UK Singles Chart | 46       |

## Certificaciones
| Fecha              | País        | Organismo certificador | Certificación | Ventas certificadas |
| ------------------ | ----------- | ---------------------- | ------------- | ------------------- |
| 1 de marzo de 1997 | Reino Unido | BPI                    | Plata         | 60 000              |